# El Port de la Selva
El Port de la Selva [əɫ ˈpɔr ðə ɫə sɛɫβə] ist ein Küstenort mit 1.061 Einwohnern (Stand: 2024) in der autonomen Region Katalonien (Spanien). Die Gemeinde liegt am Golfe du Lion an der Costa Brava an der Grenze zum Parc Natural del Cap de Creus.

## Bevölkerungsentwicklung
| Jahr      | 1900 | 1930 | 1950 | 1970 | 1986 | 2001 | 2006 | 2010 |
| Einwohner | 1441 | 1050 | 901  | 958  | 768  | 760  | 908  | 993  |

## Sehenswürdigkeiten
Innerhalb der Gemeindegrenzen von El Port de la Selva befinden sich folgende kulturhistorisch bedeutsame Sehenswürdigkeiten:
- Kirche Mare de Déu de les Neus
- Dolmen von Mores Altes
- Paradolmen de la Pallera
- Reste der Siedlung Santa Creu de Rodes
- Romanische Einsiedelei Santa Helena
- Burgruine Castell de Verdera
- Benediktinerkloster Sant Pere de Rodes
- Romanische Kirchenruine Sant Baldiri de Taballera

## Galerie

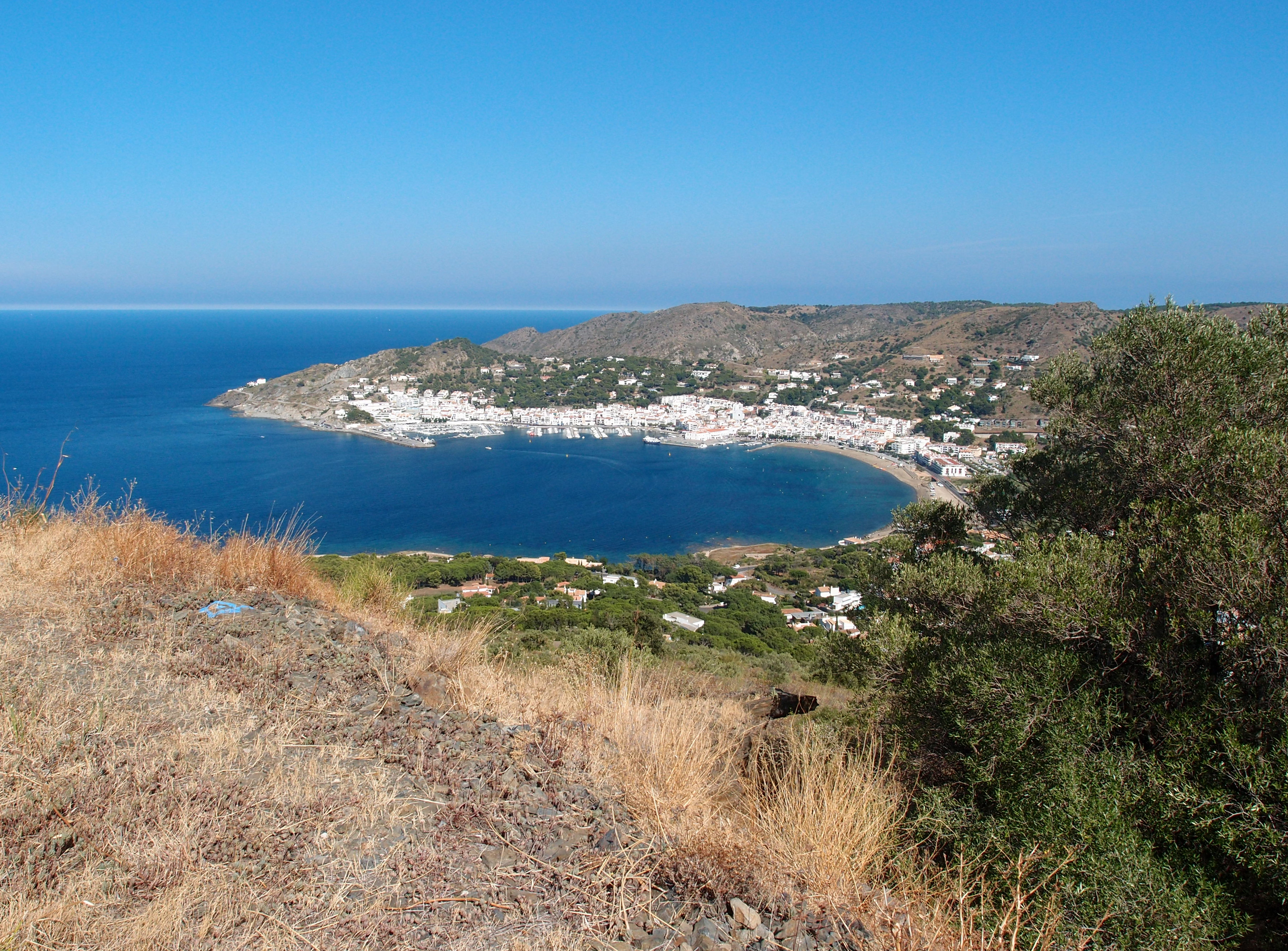
Die Bucht von El Port de la Selva
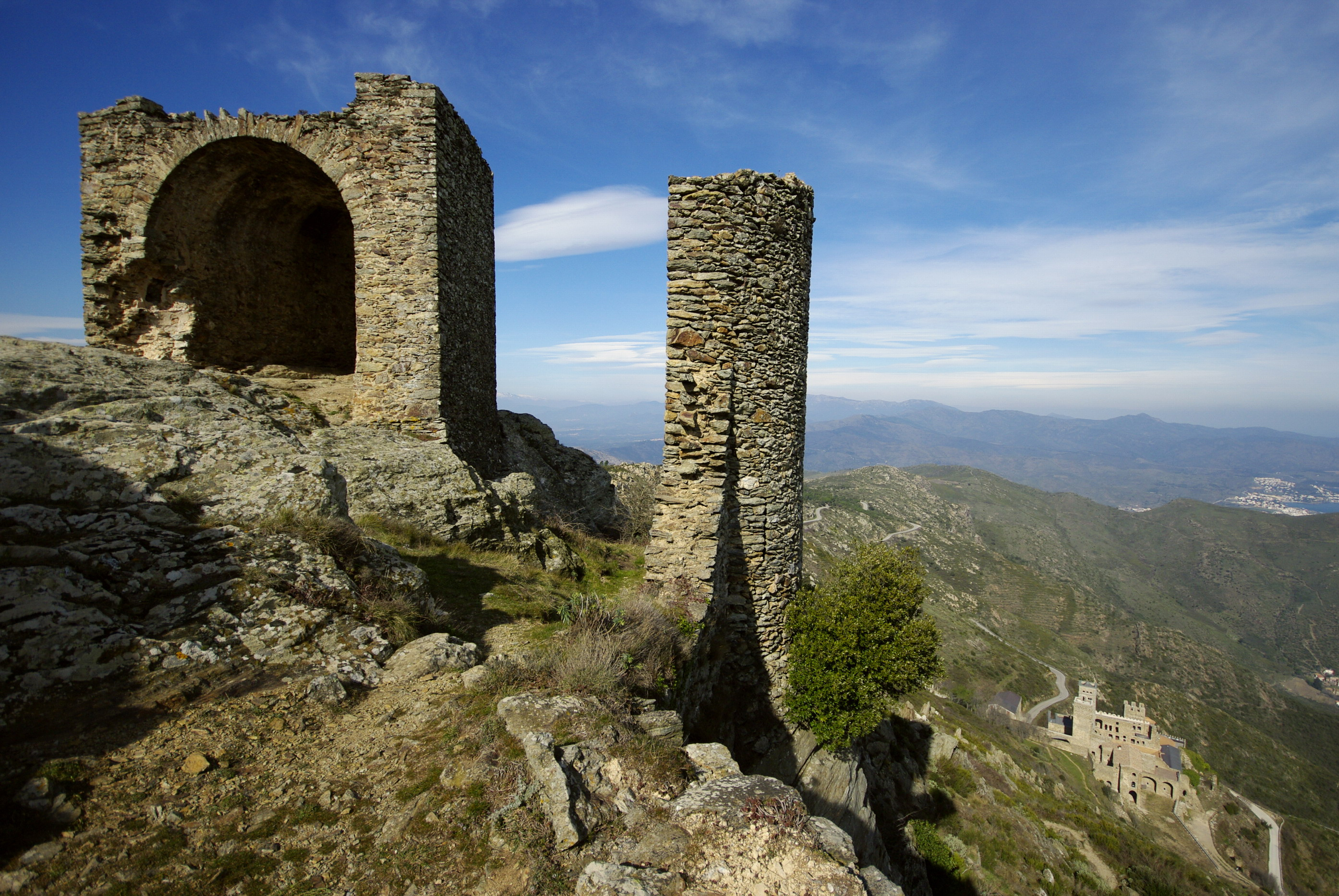
Castell Sant Salvador de Verdera
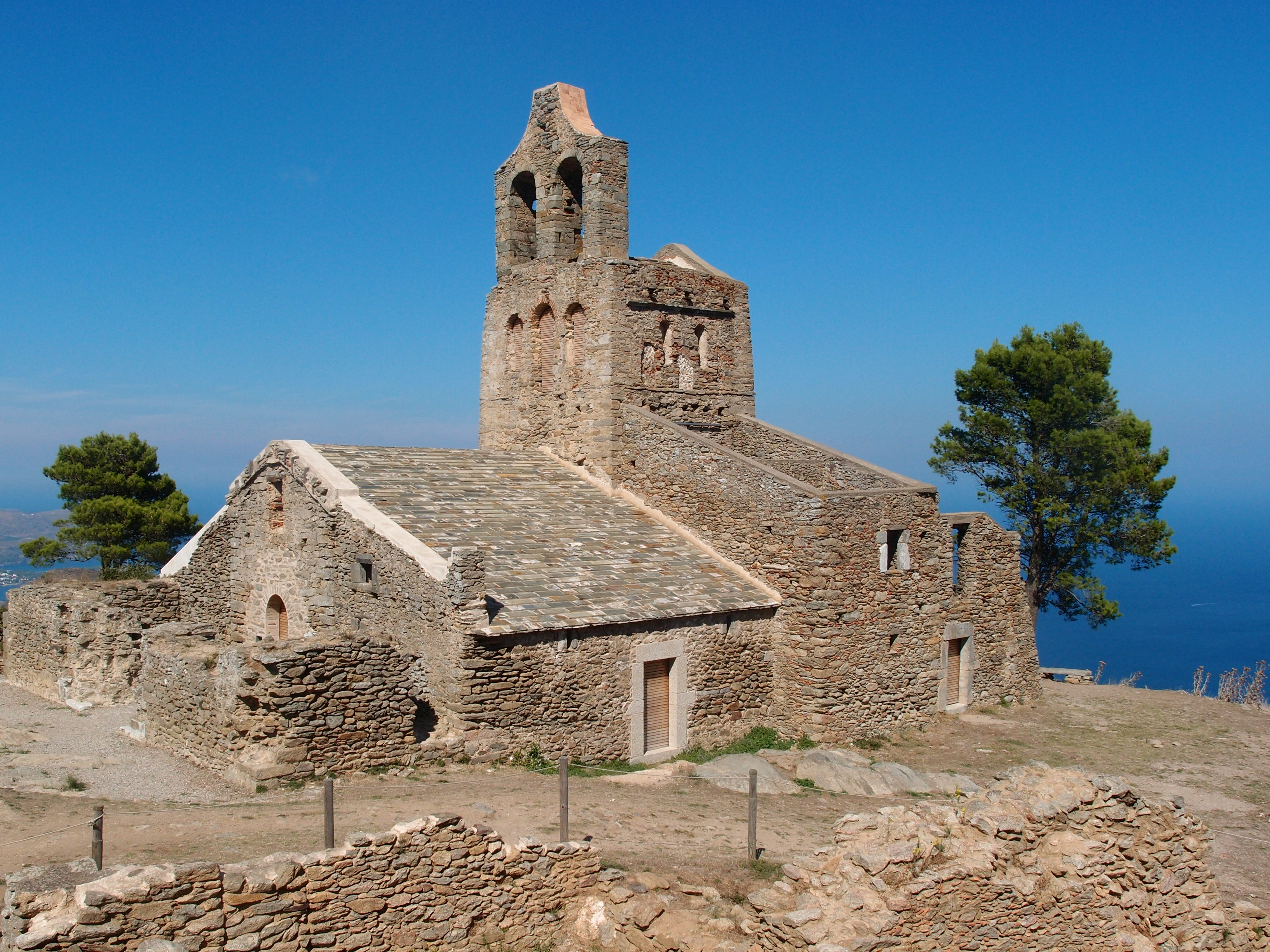
Kirche Santa Helena de Rodes
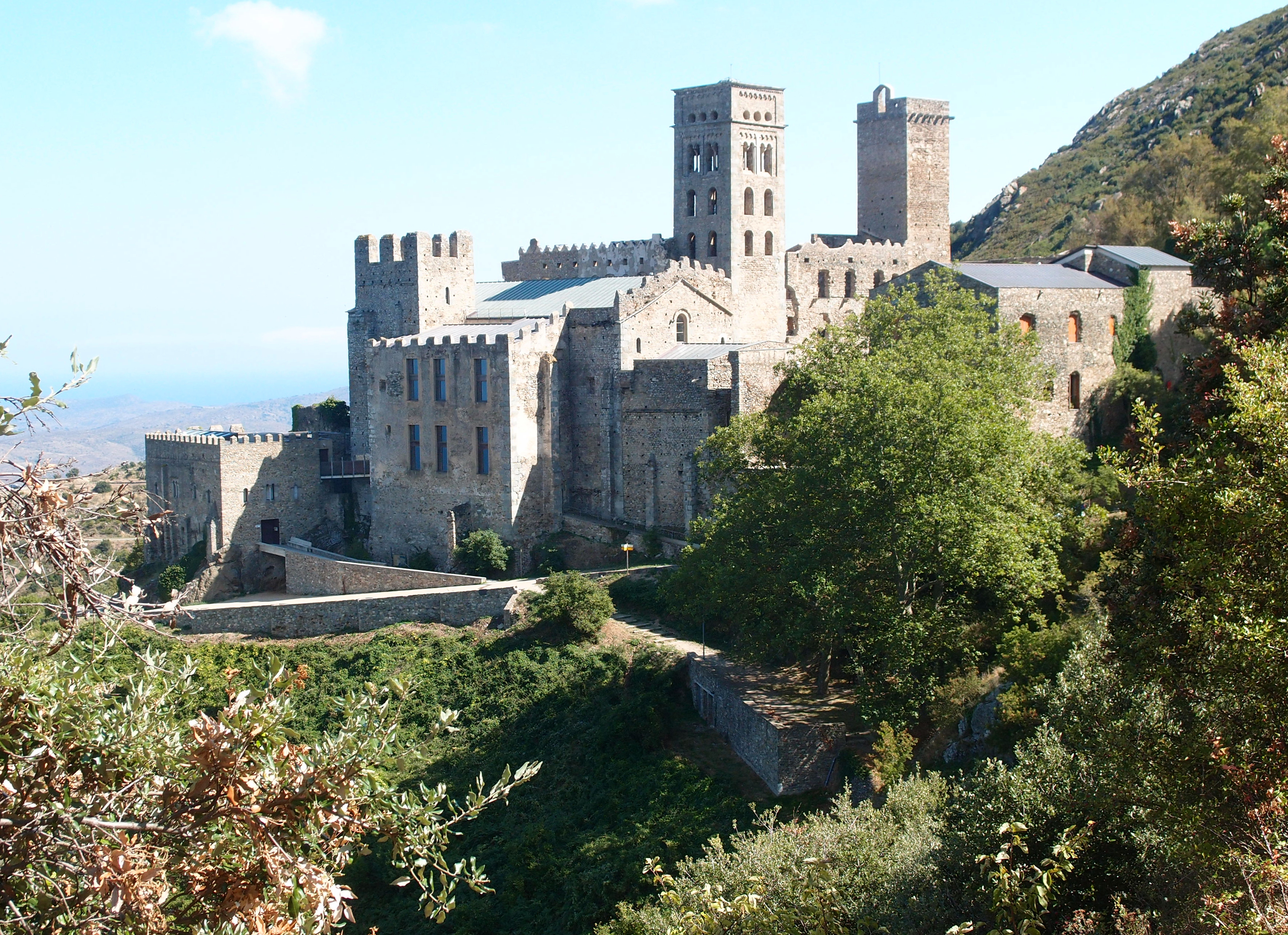
Kloster Sant Pere de Rodes

## Weblinks

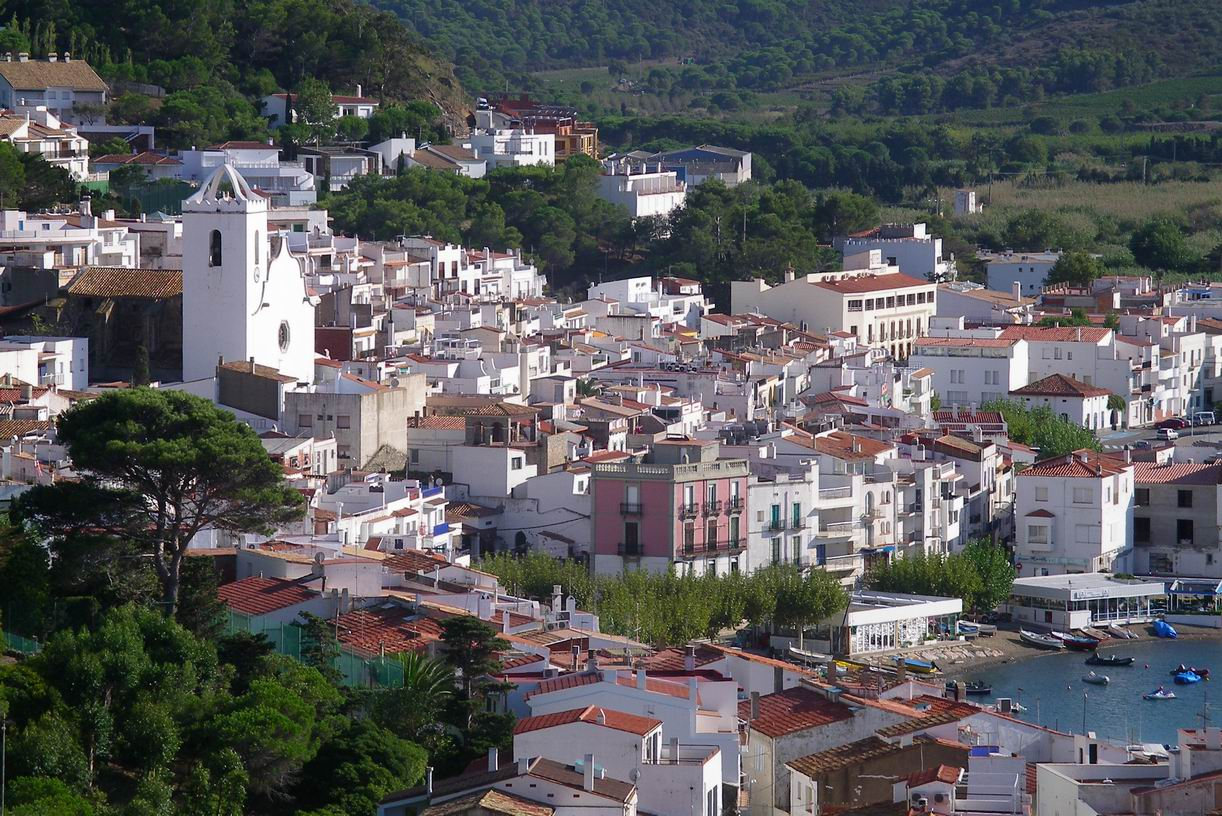
Talsicht auf El Port de la Selva